# Sexto Vetuleno Cerial
Sexto Vetuleno Cerial (em latim: Sextus Vettulenus Cerialis) foi um senador e general romano nomeado cônsul sufecto por Vespasiano em 72 ou 73. De origem sabina, Cerial nasceu em Reate

## Carreira
Edward Dabrowa lista Cerial "entre os sabinos que, por causa de Vespasiano, alcançaram altos postos e foram admitidos entre a elite política romana". Com base na interpretação mais aceita de uma inscrição sem o cabeçalho encontrada em Cartago, Nero conferiu-lhe muitas honrarias. Porém, seu primeiro cargo atestado foi de legado da Legio V Macedonica por volta de 67, um posto que ele manteve durante a Primeira guerra romano-judaica até o cerco de Jerusalém em 70. Vespasiano ficou impressionado com sua coragem e seu sucesso em várias campanhas e, depois que Jerusalém foi conquistada, Cerial foi nomeado legado imperial da Judeia e da X Fretensis. Cerial manteve os dois postos até pelo menos 71; seu nome aparece num diploma militar datado em 28 de abril de 75 e numa inscrição de 7 de fevereiro de 78. Entre seus cargos posteriores estão governador da Mésia entre 74 até pelo menos 78 e procônsul da África entre 83 e 84.

## Família
Ronald Syme especula que o Sexto Vetuleno Cerial citado sua esposa, Lúsia Gala, numa inscrição recuperada em Venafro seriam, na verdade, o pai e a mãe deste Cerial; se for este o caso, seu pai serviu como legionário e sua carreira terminou como primipilo da Legio XI. Sabe-se que Cerial teve pelo menos um irmão, Caio Vetuleno Cívica Cerial, que foi cônsul sufecto na mesma época que ele (72 ou 73).